# Centroscymnus plunketi
Centroscymnus plunketi är en hajart som först beskrevs av Waite 1910.  Centroscymnus plunketi ingår i släktet Centroscymnus och familjen håkäringhajar. IUCN kategoriserar arten globalt som nära hotad. Inga underarter finns listade i Catalogue of Life.